# Паллірміут
Паллірміут (англ. Pallirmiut) — географічно визначена підгрупа мідних інуїтів, що займала територію провінції Нунавут, Північна Канада. На час весни представники цієї групи селилися біля гирла річки Рей. Деякі залишалися там і на літо, інші ж приєднувалися до племен з підгрупи коглуктогміут, які протягом літа займалися виловом палії біля порогів Бладі-Фоллз. Племена з підгрупи паллірміут зимували на островах заходу центральної зони затоки Коронейшен, а коли сніг танув, поверталися на внутрішні ділянки материка. При цьому вони не використовували саней для перевезення пожитків, а несли їх у мішках.
Інуїти з цієї підгрупи проживали, зокрема, на території сучасного села Арвіат, там полювали на китів і моржів.

## Етнологія
На відміну від деяких інших підгруп мідних інуїтів, ескімоси паллірміут вживали в їжу м'ясо тюленів і карибу, як і представники підгруп акуліакаттагміут, кангіріуарміут, коглуктогміут, нагіуктогміут (англ. Nagyuktogmiut), ноахонірміут (англ. Noahonirmiut) та пуїплірміут (англ. Puiplirmiut). Паллірміут вели торгівлю з білими людьми активніше за інших мідних інуїтів, тому, в ході обміну товарами, могли отримувати вогнепальну зброю.
Дослідження антрополога Даймонда Дженесса показали, що вищезгадані підгрупи мідних інуїтів ріднилися, а тому їхні племена перемішувалися одне з одним.